# Jhatka
Jhatka är en hinduisk och sikhisk slaktmetod som innebär att slaktdjuret avlivas genom ett hugg med yxa eller liknande verktyg för att avskilja huvudet. Jhatka är även begreppet för köttet från djur som slaktats på detta sätt.
Avlivningssättet dödar djuret omedelbart. Vissa hinduer (rajput och kshatriyas) föreskriver jhatkakött och vissa sikher anser att de får äta jhatkakött, men inte får förtära islamiskt halalkött (dhabihakött). Detta är den obligatoriska slaktmetoden för djuroffer till vissa hinduiska gudar.